# Concha Zardoya
Concha Zardoya González (Valparaíso, Chile, 14 de noviembre de 1914-Madrid, España, 21 de abril de 2004) fue una  escritora chileno-española.

## Biografía
Concha Zardoya nace en la ciudad de Valparaíso (Chile) el 14 de noviembre de 1914, de padres españoles de Navarra y de Cantabria. Cuando cuenta con diecisiete años, la familia se traslada a España, primero en Zaragoza, luego en Barcelona y, finalmente, se instala en Madrid, donde ella inicia sus estudios de Filosofía y Letras, abandonándolos para estudiar un curso de biblioteconomía en Valencia.
Allí trabaja en Cultura Popular, institución en la que organiza una biblioteca y muchos actos culturales en hospitales, en fábricas y en la radio. Su único hermano muere en el frente defendiendo la República.
Por aquel entonces, comienza a escribir poemas que publica en la revista Hora de España y, ya en Madrid, da clases, realiza traducciones, elabora guiones de cine y ensayos y se dedica a la narrativa, saliendo a la luz sus primeros cuentos.
Vuelve a reanudar en 1947 su carrera universitaria de Filología Moderna y la concluye en Madrid, pero se doctora en la Universidad de Illinois con la tesis “España en la poesía americana”. Luego otras universidades de EE. UU. la acogen: Tulane, California, Yale, Indiana, Boston... 
En los treinta años que van de 1947 a 1977 imparte clases de Literatura Española en universidades norteamericanas como lo hicieron también Pedro Salinas o Jorge Guillén y regresa definitivamente a España.
En la biografía de Concha hay merecidos galardones como el accésit del Premio Adonais en 1947 por Dominio del llanto, la Primera Mención Honorífica del Premio Catá de Cuentos en La Habana, el Premio Boscán por Debajo de la luz, el Fémina por El corazón y la sombra, el Café Marfil por Ritos, cifras y evasiones, el Ópera Óptima por Manhattan y otras latitudes o el Prometeo de la Poesía por Altamor. 
Su obra en el campo de las letras abarca desde la traducción (de Walt Whitman o Charles Morgan), la biografía (Miguel Hernández), la crítica literaria (Historia de la Literatura Norteamericana o Poesía española del siglo XX), el estudio de la poesía de Leopoldo de Luis y la escritura de narraciones que publicó bajo el seudónimo de "Concha de Salamanca": Cuentos del antiguo Nilo, Historias y leyendas españolas e Historias y leyendas de Ultramar. 
La poesía es el género que ocupa la mayor parte de su producción literaria. Se caracteriza por la amplitud de registros y la diversidad en los temas. El poemario Los ríos caudales es el homenaje personal que Concha rinde a los poetas de la Generación del 27. A muchos de ellos los conoció y admiró. Así, evocando a Gerardo Diego:
En tu Fábula de Equis y Zeda, gongorizando,
reconstelas el amor y tangencias sus niveles.
(…)
Los relámpagos, las flores, las teorías exactas…
Poeta, barroquizabas para cantar la voluta
del capricho salomónico que hiperboliza y encubre,
calderoniano hipogrifo.
Su libro El don de la simiente está dedicado a poetisas de todos los tiempos (desde Rosalía de Castro hasta Carmen Conde, pasando por Gabriela Mistral); el poemario Marginalia cita autores clásicos y modernos, sin olvidar a los poetas españoles actuales.
En Ciudadanos del Reino se inicia un desfile de tipos humanos. Por ejemplo: el avaro, el creyente, el poetastro, o el vanidoso.
El poemario La estación del silencio se convierte en un rosario de elegías: algunas familiares, íntimas y personales (Hermano mío), otras a personalidades de las letras hispanas de todos los tiempos. También recuerda a figuras internacionales (por ejemplo, a Nijinski). 
En Patrimonio de ciegos, libro de carácter intimista. 
Indudablemente, la misión, el objetivo de Concha, en su transcurrir por esta vida es ser poeta. Ser poeta, escuchando las doctas palabras de los clásicos. Ser poeta, sirviendo de modelo a generaciones venideras. La poesía, escribe, es la sangre común, hereditaria, el legado que nos hermana, transfigura sufrimientos y gozos en palabras. 
La reunión de fonemas y sílabas forman la palabra, que para la poetisa Concha Zardoya es ese dios que nos domina y a quien el poeta sirve, valiéndose del verso libre, corto o largo, de la estrofa rimada y de todos los recursos estilísticos que están a su alcance: símbolos, metáforas, juegos de palabras, parábolas, epítetos, neologismos, encadenamientos, personificaciones...

## Obras
- Poesía y teatro de Gil Vicente. Ensayo.
- La Araucana de Ercilla. Ensayo.
- Cuentos del antiguo Nilo, 1944. Cuentos.
- Lecturas juveniles, 1945
- Pájaros del nuevo mundo, 1946. Poesía.
- Dominios del llanto, 1947. Poesía. Accésit del II Premio Adonais 1947
- La hermosura sencilla, 1953. Poesía.
- Los signos, 1954. Poesía. Accésit del Premio Ifach de Poesía 0
- El desterrado ensueño, 1955. Poesía.
- Miguel Hernández. Vida y obra, 1955. Ensayo.
- Historia de la Literatura Norteamericana: 1607-195, 1956. Ensayo.
- Mirar al cielo es tu condena, 1957. Poesía.
- La casa deshabitada, 1959. Poesía.
- Elegías, 1959. Poesía.
- Debajo de la luz, 1959. Poesía.
- Corral de vivos y muertos, 1965. Poesía.
- Donde el tiempo resbala, 1966. Poesía.
- Bellezas y expresión, 1967. Ensayo.
- Hondo Sur, 1968. Poesía.
- Los engaños de Tremont, 1971. Poesía.
- Las hiedras del tiempo, 1972. Poesía.
- Poesía española del siglo XX, 1974. Ensayo.
- El corazón y la sombra, 1977. Poesía. Ganadora del Premio Fémina de poesía
- Diotima y sus edades, 1981. Poesía.
- Los ríos caudales, 1982. Poesía.
- Retorno a Magerit, 1983. Poesía.
- Manhattan y otras latitudes, 1983. Poesía. Ganadora del Premio Ópera Óptima 0
- Retorno a Magerit, 1984. Poesía.
- Formas de esperanza, 1985. Poesía.
- Ritos, cifras, y evasiones, 1985. Poesía. Ganadora del Premio Café Marfil de Poesía 0
- Los perplejos hallazgos, 1986. Poesía.
- Altamor, 1986. Poesía.
- Gradiva y un extraño héroe. Madrid: Torremozas, 1987
- Gradiva y un extraño héroe, 1987. Poesía.
- La estación del silencio. Elegías, 1989. Poesía.
- Patrimonio de ciegos, 1992. Poesía.
- El don de la simiente. Madrid: Torremozas, 1993[3]
- Alrededores míos. Madrid: Torremozas, 2003. Poesía.
- Leopoldo de Luís.
- Marginalia.
- Un dios que nos domina.
- Ciudadanos del reino.
- Ultima Tule.
- Poesía española. del 98 y del 27
- Antes que las palabras.
- Poemas a Miró.
- Nuevos cuentos sin edad.
- Los Perplejos hallazgos.
- Caramurú y la anaconda.
- Verdad, belleza y expresión: (letras anglo-americanas)
- Juan Ramón Jiménez y la 'fugitiva' realidad.
- Poesía. española contemporánea: estudios temáticos y estilísticos.
- En la isla. de Pascua: Historia de un Robinson español.
- Luis Cernuda, el 'peregrino' sin. retorno [artículo de revista]
- Blas de Otero para niños.
- Rafael Alberti y sus 'ángeles buenos'.
- Poesía y exilio de Alberti.
- La técnica. metafórica albertiana (en Marinero en tierra)
- La técnica. metafórica en la poesía española contemporánea.
- Rafael Alberti y. sus primeras 'poesías completas'.